# Nagy Sándor (labdarúgó, 1985)
Nagy Sándor (ukránul: Олександр Арпадович Надь; Ungvár, Szovjetunió, Ukrán Szovjet Szocialista Köztársaság, 1985. szeptember 2. –) ukrajnai magyar labdarúgókapus, a Budapest Honvéd csapatának játékosa.

## Pályafutása
Pályafutását a születési helyén, Ungváron kezdte az FK Hoverla Uzshorod csapatánál, ahol 2007-ben ezüstérmes, míg 2004-ben és 2009-ben bajnok lett az ukrán másodosztályban. Ezen idő alatt 104-szer védte csapata kapuját.
2015-ben Nagyváradra igazolt az FC Bihor Oradeához, ahol az év elején kezdőkapusnak számított, azonban hét meccs után megsérült a térde, és hazament Ukrajnába. Nagyváradra már nem tért vissza.
2016. január 4-én igazolt Magyarországra, a Budapest Honvéd FC együtteséhez. Itt csak egyetlen mérkőzésen szerepelt a hazai élvonalban, áprilistól a Budapest Honvéd II csapatának kapuját védte, kilenc alkalommal.
A szezon második felére, 2017. január 13-án a szintén első osztályban szereplő Gyirmót FC Győr csapatához igazolt, kilenc alkalommal lépett pályára. A csapat kiesett a másodosztályba.
2017. június 27-én kétéves szerződést kötött a Debreceni VSC-vel. Három szezon alatt 78 bajnokin védte a DVSC kapuját, amellyel a 2018-2019-es szezonban bronzérmes volt az élvonalban. 2020 nyarán visszatért korábbi klubjához, a Budapest Honvédhoz.